# La princesse légère
La princesse légère (deutsch: „Die leichte Prinzessin“) ist eine Oper für Kinder in zwei Akten und zwölf Szenen von Violeta Cruz (Musik) mit einem Libretto von Gilles Rico nach dem Feenmärchen The Light Princess (1867) von George MacDonald. Sie wurde am 13. Dezember 2017 an der Opéra de Lille uraufgeführt.

## Handlung
Ein Königspaar bekommt nach langer Wartezeit endlich ein Kind, ein kleines Mädchen. Aus Freude darüber veranstalten sie zur Taufe eine große Feier, zu der sie die Verwandtschaft aus der ganzen Welt einladen. Allerdings vergisst der König dabei seine Schwester, die Prinzessin Folerpès („Tollkrätze“), eine alte unfreundliche Hexe. Diese rächt sich, indem sie unbemerkt etwas ins Taufwasser mischt und die kleine Prinzessin verhext. Die Auswirkungen des Fluchs bemerkt die Amme erst einige Monate später, als das Baby von einem Windhauch durch das offene Fenster fortgeweht wird: Es ist schwerelos. Die Prinzessin wächst in diesem Zustand auf und lacht über jede Kleinigkeit. Nur lächeln kann sie nicht.
Aus Sorge um ihr Kind ziehen König und Königin zwei berühmte Ärzte zu Rat: Doktor Malofoi („Leibweh“) und Doktor Déjanthé („Durchgeknallt“). Sie stellen komplizierte Diagnosen und erklären dann, dass der Fluch nur gelöst werden könne, wenn man die Prinzessin weinen lasse.
Während einer Feier am See fällt die Prinzessin ins Wasser und bemerkt, dass sie darin ihr Gewicht spürt. Von diesem Tag an verbringt sie viel Zeit beim Schwimmen und wirkt beinahe normal.
Ein fremder Prinz erscheint auf der Suche nach einer passenden Braut am Königshof. Alle Prinzessinnen, denen er während seiner langen Reise begegnet war, hatten einen Makel. Doch als er am See auf die schwerelose Prinzessin trifft, verliebt er sich auf der Stelle in sie, und sie treffen sich jede Nacht. Die über diese Entwicklung erboste Hexe sorgt mit einem weiteren Fluch dafür, dass der See austrocknet. Die Prinzessin ist verzweifelt. Sie lacht, isst und schläft nicht mehr und zieht sich von allen Menschen zurück. Da wird auf dem Boden des Sees eine Schrift entdeckt, der zufolge das Wasser aus Liebe und Tod neu entstehen werde. Der Prinz erkennt, dass ein Opfer nötig ist. Er ist bereit, sich selbst zu ertränken, um den See und seine Geliebte zu retten. Er gibt sich ihren Eltern gegenüber als ihr Schuhputzer aus und erklärt ihnen, dass die Prinzessin zusehen müsse, wie sich der See füllt, bis seine Augen vom Wasser bedeckt sind. So geschieht es. Als der Prinz ertrunken ist, bricht die Prinzessin in Tränen aus. Der Fluch ist gelöst, der Prinz erwacht wieder zum Leben und die Prinzessin erhält ihre Schwerkraft. Sie lächelt zum ersten Mal. Es fängt an zu regnen.

## Gestaltung
Das Werk besteht aus zwei musikalisch unterschiedlich gestalteten Teilen. Der erste Akt, in dem der Rhythmus die tragende Rolle spielt, stellt die Lebensfreude und das Spiel der Prinzessin als Kind dar. Im zweiten Teil, der die Emotionen der herangewachsenen jungen Frau zeigt, übernimmt die Harmonie die Hauptrolle.
Die Besetzung der Oper sieht vier Gesangsstimmen, zwei Schauspieler, zehn Musiker und Elektronik vor. Im Instrumentalensemble spielen ein Streichquintett mit zwei Violinen, Bratsche, Violoncello und Kontrabass, eine Flöte, eine Klarinette, eine Posaune, ein Akkordeon und ein Schlagzeuger.
In einem Interview erläuterte die Komponistin einige ihrer Kompositionsideen: Das Schlagzeuginstrumentarium ist vielfältig und enthält auch einige Alltagsgegenstände, darunter je zwei unterschiedliche Weingläser, Plastikdeckel und Pappbecher, die als „Klangpaare“ unterschiedlicher Tonlagen eingesetzt werden. Die reibenden Töne beim Schuheputzen des Prinzen entstehen durch eine Bürste auf Styropor, Karton, Papier und einem Tamburin. Als der der König zögert, zu seiner Schwester zu gehen, wird seine „Blockade“ durch einen Walking Bass abgebildet.
Der „verwirrende“ Gesang des Königs, der seine Worte nicht findet, ist von der Improvisation des Sängers und Kontrabassisten Fantazio inspiriert. Das Lied der Prinzessin ist nicht als „technische Demonstration“ gedacht, sondern soll wie bei den südamerikanischen Liedern die „Freude am Singen“ selbst ausdrücken. Dem zwiespältigen Charakter der Königsschwester als Hexe und alte Dame entspricht musikalisch eine Mischstimme aus weiblichen und männlichen Klangfarben, die mit dem Sänger Guy-Loup Boisneau sorgfältig einstudiert wurde. Das Lachen spielt in der Oper eine große Rolle. Für den Klang der Prinzessin als Kleinkind verwendete die Komponisten das aufgenommene Lachen eines echten Babys. Das Lachen der Herangewachsenen wird auf höchst differenzierte Weise behandelt: „Mehr oder weniger gesungen, frech, spöttisch, hysterisch, Lacher die sich manchmal von dem Ende eines Wortes loslösen, ein Seufzer, oder einer der sich in eine hüpfende Notenfigur der Violinen verwandelt.“ An zwei Stellen „lacht“ das gesamte Orchester, und auch die Elektronik wird genutzt, um „menschliche Lachtöne“ zu erzeugen.
Die Musik enthält zudem verschiedene musikalische Anspielungen. Der schon genannte Walking Bass stammt aus dem Jazz. Weitere Zitate stammen aus Mozarts Zauberflöte, Offenbachs Hoffmanns Erzählungen, Janáčeks Schlauem Füchslein oder Ravels L’enfant et les sortilèges.

## Werkgeschichte
Die Familienoper La princesse légère der kolumbianischen Komponistin Violeta Cruz entstand im 2017 im Auftrag der Pariser Opéra-Comique.
Das Libretto stammt von Gilles Rico. Es basiert auf dem Märchen The Light Princess von George MacDonald, das 1867 in dessen Märchensammlung Dealings with the Fairies erschien.
Die Uraufführung war eine Koproduktion der Opéra-Comique mit der Opéra de Lille, dem Ircam-Centre Pompidou und dem Ensemble Court-Circuit. Von der verschobenen Wiedereröffnung der renovierten Opéra-Comique war auch die für Paris vorgesehene Uraufführung betroffen. Diese fand daher am 13. Dezember 2017, neun Monate nach dem ursprünglich anvisierten Termin, an der Opéra de Lille statt. Die Regisseure waren Jos Houben und Emily Wilson. Bühnenbild und Dekoration stammten von Oria Puppo und das Lichtdesign von Nicolas Simonin. Die elektronische Musik des IRCAM realisierte Augustin Muller. Jean Deroyer leitete das Ensemble Court-circuit. Die Sänger waren Jeanne Crousaud (Prinzessin), Majdouline Zerari (Königin), Nicholas Merryweather (König) und Jean-Jacques L’Anthoën (Prinz). Außerdem wirkten die Schauspieler Kate Colebrook und Guy-Loup Boisneau mit.
In Paris wurde das Werk mit derselben Besetzung im Rahmen des Festivals „Folies de jeunesse“ vom 9. bis 11. März 2018 gespielt. Ein Video-Mitschnitt wurde auf der Internet-Plattform Operavision bereitgestellt.
Die Produktion erhielt positive Kritiken. Der Rezensent von Forumopera schrieb, dass die Komponistin erfolgreich gewesen sei, wo andere kämpften. Ihre Musik sei vollständig modern, aber nie aggressiv. Sie wisse, wie man das Publikum berühren oder zum Lachen bringen könne und leiste sich gelegentlich auch den „Luxus“ einiger melodischer und einprägsamer Momente. Die Kritikerin von Classicagenda fand das „Klanguniversum“ der Komponistin und der Ausführenden „außerordentlich gelungen“. Für die musikalische Begleitung der Hexe der Oper hätten sie ein „wahres klangliches Leitmotiv“ geschaffen, das einen sehr markanten Bösewicht garantiere, den Alfred Hitchcock, der Meister des Suspense, sicher gutgeheißen hätte. Die Rezensentin von ResMusica fand die Musik „einfallsreich und wohlproportioniert“ und verglich sie mit „vielen Pixeln aus Farben, Rhythmen und Texturen“. Man sei sowohl „verführt von so vielen guten Ideen, die die Flüssigkeit des Schauspiels sicherstellen“, als auch etwas verärgert über einen „Wortstrom, der die Länge der Szenen manchmal unnötig ausdehnt“. Etwas intensivere Regiearbeit hätte alles straffen können.